# 진 크레이지

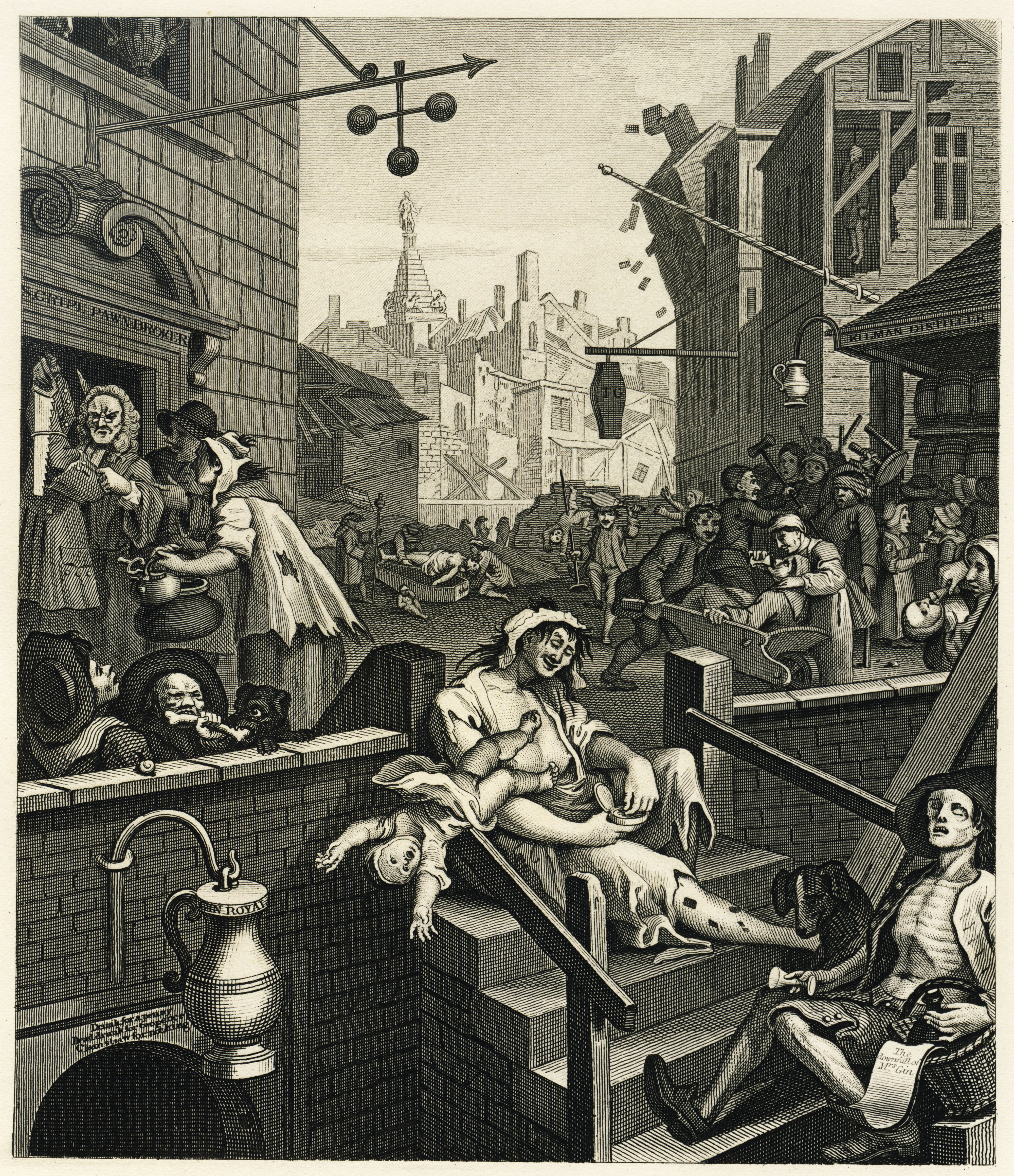
윌리엄 호가스의 진 거리, 1751년

진 크레이지(Gin Craze)는 18세기 초중반을 일컫으며, 영국, 특히 런던에서 진 소비가 늘어난 기간을 말한다. 많은 이들이 진을 많이 마셔서 런던은 사실상 만취상태의 도시가 되었으며, 여기에 대한 도덕적인 격분과 이에 대한 법률 대처는 현대의 마약과의 전쟁과 유사하다고 볼 수 있다.
국회에서는 1729, 1736, 1743, 1747 그리고 1751년 진 소비를 조절하기 위한 중요 법안을 가결시켰다. 비록 많은 비슷한 만취사례와 더불어, 사회 전체에 술을 마시는 문화가 있었음에도 불구하고, 진(엄마의 실패 혹은 마담 제네바로 불렸는데, 이는 예너버르라고 불린 원래 술 이름을 잘못 부른 것이다)은 거대한 공공의 관심을 갖게 되었다.

## 진 소비의 증가
진은 오렌지 공 윌리엄 치하때인 1688년 유행을 타기 시작했다. 그리고 진은 영국과 프랑스 간의 종교적, 그리고 정치적 갈등 속에서 브랜디를 대체하였다. 1689년과 1697년 사이, 영국 정부는 브랜디 수입을 줄임과 동시에 진 생산을 장려하는 법안을 통과시켰다. 이것보다 더 중요하게 1690년 런던의 진 증류 독점이 깨지면서, 진 증류 시장이 열리게 되었다. 영국 진의 생산과 소비는 정치가들에 의해 대중화되었으며, 심지어 앤 여왕시절에는 정부에 의해 장려까지 되었다.
경제 보호주의도 진 크레이지를 불러온 요소중 하나였다. 식품 가격은 줄어들고 소득은 증가하여, 소비자들은 증류주에 더 많은 돈을 지출할 수 있게 되었다. 그러나, 1721년, 미들섹스의 치안 판사는 진을 "하층민들의 사이에서 벌어지는 모든 타락과 더불어 악의 길로의 유혹의 중요한 수단"이라고 헐뜯었었다.

## 1736년 진에 대한 법 그리고 1751년 진에 대한 법
영국 정부 측에서는 진 소비를 억제하려고 시도하였다. 1736년 진에 대한 법에서는 스피릿 1갤런(4.54리터)당 20 실링(현 £160 파운드)의 세금을 매기고, 진 판매점엔 연간 50 파운드의 세금을 물렸다. 현재 인플레이션으로 환산시 약 £7983 정도 된다. 이 법은 진 판매를 경제적으로 아예 금지해버리는 목적으로 만들어졌으며, 단 두개의 라이선스가 통과되었다. 진 판매가 불법이 되자 판매는 잠시 주춤했지만 다시 올라갔으며 1743년 결국 법이 무산되었으며, 폭력행위도 증가했다(여기에는 불법 진 판매점을 신고시 5파운드, 현재 인플레이션으로 환산시 약 798파운드를 주는 정보원 제도도 포함되어 있었다). 이 법으로 인해 불법적으로 만들어진 진은 더 믿지 못할 품질과 더불어 위험하기조차 했다. 그 덕택에 1743년, 영국에선 한 사람당 2.2갤런, 약 10 리터의 진을 마시는 사태가 발생되었다. 진 소비가 늘자, 보다 효과적인 입법 캠페인이 조직되었다.
진 크레이지는 1751년 진에 대한 법으로 인해 종말을 고하게 된다. 이 법에서는 이전의 등록세를 낮췄지만, '훌륭한' 진 판매를 장려하기 위해 라이선스 조건에 최소 1년에 10 파운드, 현재 인플레이션으로 약 1606 파운드 이상 되는 건물에 세들것을 약속하게 했다. 그러나 역사가들은 진 소비가 줄어든게 이 법 때문이 아니라 주장하고 있다. 부동산 소유자들이 진 생산을 포기하게 되었으며, 이로 인해 인구 증가와 더불어, 부족한 수확량으로 인해 가난한 봉급과 더불어 식품값 인상이 진 소비를 줄였다고 주장하고 있다. 진 크레이지는 공식적으로 1757년 완전히 멈췄으며, 정부에선 일시적으로 국내 곡물에 대한 증류주 생산을 금지하였다. 그리고 빅토리아 시기, 진은 진 팰리스로 다시 화려하게 부활하게 된다.

## 같이 보기
- 대주증
- 금주법

## 문헌들
- 대니얼 디포, A Brief Case of the Distillers and of the Distilling Trade in England (London: T. Warner, 1726)
- Patrick Dillon, The Much-Lamented Death of Madam Geneva: The Eighteenth-Century Gin Craze (London: Review, 2002)
- Fielding, Henry, An Enquiry into the Causes of the Late Increase of Robbers and Related Writings, ed. Malvin R. Zirker (Oxford: Clarendon Press, 1988)
- M. Dorothy George, London Life in the Eighteenth Century (1925; Harmondsworth: Penguin, 1992)
- Jessica Warner, Craze: Gin and Debauchery in the Age of Reason (London: Random House, 2002)
- Elise Skinner, "The Gin Craze: Drink, Crime & Women in 18th Century London", Cultural Shifts
- Considerations on the Increase of Crime and the Degree of its Extent, the Principal Causes of such Increase, and the Most Likely Means for Prevention or Mitigation of this Public Calamity. Addressed to the Magistracy of the County of Surrey in the Form of a Report. As originally drawn by Randle Jackson, Esq, A Magistrate of that county. Published: London, 1828.